# Andrea Molino
 (novembre 2023).
Si vous disposez d'ouvrages ou d'articles de référence ou si vous connaissez des sites web de qualité traitant du thème abordé ici, merci de compléter l'article en donnant les références utiles à sa vérifiabilité et en les liant à la section « Notes et références ».
Andrea Molino (né en 1964 à Turin, au Piémont) est un compositeur et chef d'orchestre italien. 

## Biographie
Andrea Molino, compositeur et chef d'orchestre, naît à Turin en 1964 et étudie à Turin, Milan, Venise, Paris et Fribourg-en-Brisgau. Il vit actuellement à Paris et Zurich.
Directeur musical de la Pocket Opera Company de Nuremberg du 1996 à 2007, il dirige en 1997 la création mondiale de la composition Unreported inbound Palermo d'Alessandro Melchiorre et, en 2000, la création de la version scénique de Surrogate Cities de Heiner Goebbels. Ses projets : the smiling carcass (1999), basé sur le thème de la publicité, et Those Who Speak In A Faint Voice (2001), sur celui de la peine de mort, créés en collaboration avec Oliviero Toscani, sont des exemples de son engagement vers un théâtre musical innovant et multimédia.
De 2000 à 2006, Andrea Molino est également directeur artistique de Fabrica Musica, le département musical du centre italien de recherche sur la communication Fabrica. CREDO, sur le thème des conflits ethniques et religieux, est créé sous sa propre direction musicale au Staatstheater de Karlsruhe en avril 2004. Le projet sera joué à la gare Termini de Rome avec l'orchestre du Maggio Musicale Fiorentino, à l'occasion du Sommet mondial des lauréats du prix Nobel de la paix et fera, en juin 2005, l'ouverture du Queensland Music Festival de Brisbane, en Australie. Son dernier projet multimédia avec Fabrica, WINNERS, sur le thème " vainqueurs et vaincus ", sera présenté en juin 2006 au Brisbane Festival ; la première européenne suit en octobre 2006 dans la Grande Salle du Centre Pompidou à Paris.
Pour la saison 2007-2008 Andrea Molino était « Artiste Invité » à Le Fresnoy - Studio National des Arts Contemporains à Lille, où dans le cadre du Festival Panorama il a présenté la création du concert scénique multimédia un Temps vécu, ou qui pourrait l’être.
De 2008 à 2010 il était curateur musical de la Fondazione Claudio Buziol à Venise et depuis 2009 directeur artistique du World Venice Forum, où il a dirigé l'Orchestra della Fenice dans son concert multimédia Of Flowers And Flames, pour le 25e anniversaire du désastre de Bhopal, en Inde. La création de Three Mile Island, sur l'accident nucléaire en Pennsylvanie en 1979, a eu lieu en 2012 chez le ZKM à Karlsruhe avec les Neue Vocalsolisten Stuttgart et le Klangforum Wien; la première italienne a suivi chez le Teatro India à Rome. Le projet a reçu le Music Theatre Now Award 2013. 
Son opéra  qui non c'è perché   (une citation de Si c'est un homme de Primo Levi) a été créé au Teatro Comunale di Bologna en avril 2014; elle a été reprise en mai 2015 à deSingel de Anverse pour Vlaamse Opera (Opera XXI Festival).
I want the things, écrit pour David Moss, a été presenté en 2020 par le Abbey Theatre de Dublin dans le cadre du projet Dear Ireland. En novembre 2021 à Palazzo Madama à Turin a eu lieu la création du projet multimédia The Garden of Forking Paths, première utilisation publique de la plateforme SWARMS, développée au Centro di Ricerche RAI de Turin. L'installation Il senso del luogo - Montepulciano a accompagné l'édition 2022 du Cantiere Internazionale d'Arte de Montepulciano. 
En tant que chef d’orchestre, il a dirigé récemment la création de Melancholia de Mikael Karlsson à l'Opéra royal de Stockholm, l'inauguration du Chigiana International Festival de Sienne avec Coro et Voci
de Luciano Berio, le projet New York Stories avec la Sydney Symphony Orchestra, Wozzeck de Alban Berg avec la mise en scène de William Kentridge et Le Nez de Dmitri Chostakovitch avec la mise en scène de Barrie Kosky pour Opera Australia à la Sydney Opera House, la création de The Cellist de Cathy Marston à la Royal Opera House à Londres. Pour Opera Australia il avait déjà dirigé entre autres Le Roi Roger avec la mise en scène de Kasper Holten, Carmen, Tosca et La Bohème (la dernière était aussi le Gala du nouvel an 2015 à la Sydney Opera House), Un bal masqué (pour la mise en scène de Alex Ollé - La Fura dels Baus) et Macbeth. Il a inauguré la saison symphonique 2010 du Teatro La Fenice à Venise avec la création du Requiem de Bruno Maderna (CD Stradivarius, Prix Abbiati 2022); à Venise il avait inauguré la Biennale 2005 avec Surrogate Cities de Heiner Goebbels et dirigé les créations de Signor Goldoni de Luca Mosca et de Il Killer di Parole de Claudio Ambrosini et Daniel Pennac.

## Œuvres (sélection)
- La vérité, pas toute (2023), pour 32 voix, 8 percussionnistes, 16 caméras vidéo mobiles mobile et live electronics
- Il senso del luogo - Montepulciano (2022), installation vidéo musicale
- The Garden of Forking Paths (2021), action musicale multimédia pour quatre acteurs itinérants, quatuor de Saxophones itinérant et ensemble instrumental en connexion audiovisuelle live
- Chants de fragilité (2021) pour Violon solo, video, 16 Violons et orchestre
- A System of Reality (- the looting starts, the shooting starts -) (2020) pour Alto solo
- I want the things (2020), vidéo musicale pour voix solo avec percussions (pour David Moss)
- The Sense of the Place - Dublin (2019), série de vidéos musicales pour clarinette basse solo en différentes locations
- - qui non c'è perché - (2014, livret de Giorgio Van Straten), théâtre musical multimédia pour solistes vocaux et instrumentaux, grand orchestre, live electronics et vidéo live
- Three Mile Island (2012), concert scénique multimédia pour ensemble vocal, ensemble instrumental, live electronics et vidéo live
- Open, Air (2012, livret de Giorgio Van Straten) pour voix, instruments et orchestre en espace ouvert
- Of Flowers And Flames (2009), concert multimédia pour Sarangi soliste (vidéo), orchestre symphonique et vidéo live pour le 25e anniversaire du désastre de Bhopal, en Inde
- Un temps vécu, ou qui pourrait l'être (2007-2008), concert scénique multimédia pour vocaliste, cor de basset, percussion, actrice, live electronics et vidéo live
- Winners (2005-06), action musicale multimédia pour 2 saxophones, 7 percussionnistes solo, orchestre symphonique, live electronics et vidéo live
- CREDO (2003-04), théâtre musical multimédia pour solistes vocaux et instrumentaux, acteurs, grand orchestre, live electronics, vidéo live et connexions satellites
- Drops on a Hot Stone (2001) pour ensemble instrumental, live electronics et vidéo live
- Those Who Speak in a Faint Voice (2000-2001) pour vocaliste soliste, saxophone solo, ensemble instrumental, live electronics et vidéo live
- Voices (2000) pour vocaliste solo, ensemble instrumental, live electronics et vidéo live
- The Smiling Carcass (1998-99) pour vocaliste soliste, 2 acteurs, ensemble de madrigal, saxophone solo, ensemble et live electronics
- Earth and Heart Dances (1997) pour 5 percussionnistes et live electronics
- Gesti per un tempo di passione (1996) pour 14 instruments

## Discographie / CD-DVD (sélection)
- Bruno Maderna: Requiem (Carmela Remigio, Soprano; Veronica Simeoni, Mezzosoprano; Mario Zeffiri, Ténor; Simone Alberghini, Basse ; Chœur et Orchestre du Teatro La Fenice de Venise, dirigés par Andrea Molino ; Stradivarius STR37180, 2022)
- Agony and Ecstasy (Emma Matthews, Soprano ; Melbourne Symphony Orchestra, dirigé par Andrea Molino ; ABC Classics, 2016)
- The Kiss (Nicole Car, Soprano ; Opera Australia Orchestra, dirigé par Andrea Molino ; ABC Classics, 2015)
- Marc Sinan: Hasretim (DVD de la création mondiale, Dresdner Sinfoniker, dirigé par Andrea Molino; ECM, Munich, 2013)
- CREDO (DVD de la création mondiale, dirigée par Andrea Molino; Naïve, Paris, 2006)
- Luca Mosca: Signor Goldoni (DVD de la création mondiale au Teatro La Fenice de Venise; DVD Dynamic 33600, 2008)
- The smiling carcass (enregistrement live de la production du Pocket Opera Company, en collaboration avec la Bayerischer Rundfunk, dirigé par Andrea Molino ; CD Stradivarius STR 33558, 1999)
- Bruno Maderna: Serenata n.2, Concerto per 2 pianoforti (A. Orvieto, M. Rapetti, piano ; Ex Novo Ensemble, Venise ; Demoé Percussion Ensemble, Aosta, dirigé par Andrea Molino ; CD Stradivarius STR 33536, 1999)
- Earth and Heart Dances (Demoé Percussion Ensemble, Aosta ; CD Stradivarius STR 33499, 1998)